# Lista över fornlämningar i Nyköpings kommun (Lid)
Lista över fornlämningar i Nyköpings kommun (Lid) är en förteckning av ett urval av de fornlämningar som finns i Lid i Nyköpings kommun.
| Namn                        | Lämningstyp                      | Tillkomsttid | Historisk indelning | Plats      | Läge                 | ID-nr          | Bild                                      |
| --------------------------- | -------------------------------- | ------------ | ------------------- | ---------- | -------------------- | -------------- | ----------------------------------------- |
| Jätteberget (Lid 2:1)       | Fornborg                         |              | Lid, Södermanland   |            | 58.940181, 17.016428 | 10034500020001 | Ladda upp en bild av detta fornminne      |
| Lid 5:1                     | Stensättning                     |              | Lid, Södermanland   |            | 58.917442, 17.009113 | 10034500050001 | Ladda upp en bild av detta fornminne      |
| Lid 6:1                     | Röse                             |              | Lid, Södermanland   |            | 58.918051, 16.996316 | 10034500060001 | Ladda upp en bild av detta fornminne      |
| Sö 129 (Lid 7:1)            | Runristning                      |              | Lid, Södermanland   | Lids kyrka | 58.911944, 16.990886 | 10034500070001 | Ladda upp en till bild av detta fornminne |
| Sö 128 (Lid 7:2)            | Runristning                      |              | Lid, Södermanland   | Lids kyrka | 58.911929, 16.990875 | 10034500070002 | Ladda upp en till bild av detta fornminne |
| Lid 8:1                     | Röse                             |              | Lid, Södermanland   |            | 58.917279, 16.982109 | 10034500080001 | Ladda upp en bild av detta fornminne      |
| Lid 9:1                     | Röse                             |              | Lid, Södermanland   |            | 58.919910, 17.015826 | 10034500090001 | Ladda upp en bild av detta fornminne      |
| Lid 10:1                    | Stensättning                     |              | Lid, Södermanland   |            | 58.919209, 17.014104 | 10034500100001 | Ladda upp en bild av detta fornminne      |
| Lid 11:1                    | Röse                             |              | Lid, Södermanland   |            | 58.920354, 17.015572 | 10034500110001 | Ladda upp en bild av detta fornminne      |
| Lid 12:1                    | Röse                             |              | Lid, Södermanland   |            | 58.921823, 17.020095 | 10034500120001 | Ladda upp en bild av detta fornminne      |
| Lid 13:1                    | Stensättning                     |              | Lid, Södermanland   |            | 58.921811, 17.021206 | 10034500130001 | Ladda upp en bild av detta fornminne      |
| Lid 13:2                    | Stensättning                     |              | Lid, Södermanland   |            | 58.921630, 17.021169 | 10034500130002 | Ladda upp en bild av detta fornminne      |
| Lid 13:3                    | Stensättning                     |              | Lid, Södermanland   |            | 58.921988, 17.021542 | 10034500130003 | Ladda upp en bild av detta fornminne      |
| Lid 14:1                    | Grav- och boplatsområde          |              | Lid, Södermanland   |            | 58.919017, 17.017194 | 10034500140001 | Ladda upp en till bild av detta fornminne |
| Lid 15:1                    | Gravfält                         |              | Lid, Södermanland   |            | 58.910210, 16.998464 | 10034500150001 | Ladda upp en bild av detta fornminne      |
| Lid 17:1                    | Gravfält                         |              | Lid, Södermanland   |            | 58.907600, 16.977277 | 10034500170001 | Ladda upp en bild av detta fornminne      |
| Lid 18:1                    | Stensättning                     |              | Lid, Södermanland   |            | 58.906824, 16.987367 | 10034500180001 | Ladda upp en bild av detta fornminne      |
| Lid 19:1                    | Stensättning                     |              | Lid, Södermanland   |            | 58.906570, 16.987510 | 10034500190001 | Ladda upp en bild av detta fornminne      |
| Lid 20:1                    | Gravfält                         |              | Lid, Södermanland   |            | 58.905471, 16.983242 | 10034500200001 | Ladda upp en bild av detta fornminne      |
| Sö 131 (Lid 22:1)           | Runristning                      |              | Lid, Södermanland   | Lundby     | 58.903127, 16.961054 | 10034500220001 | Ladda upp en till bild av detta fornminne |
| Gravkullebocken. (Lid 23:1) | Gravfält                         |              | Lid, Södermanland   |            | 58.894949, 16.963621 | 10034500230001 | Ladda upp en bild av detta fornminne      |
| Sö 130 (Lid 24:1)           | Runristning                      |              | Lid, Södermanland   | Hagstugan  | 58.892426, 16.967900 | 10034500240001 | Ladda upp en till bild av detta fornminne |
| Lid 24:2                    | Stensättning                     |              | Lid, Södermanland   |            | 58.892518, 16.967749 | 10034500240002 | Ladda upp en bild av detta fornminne      |
| Sö 132 (Lid 25:1)           | Runristning                      |              | Lid, Södermanland   | Sanda      | 58.915791, 17.024040 | 10034500250001 | Ladda upp en bild av detta fornminne      |
| Lid 26:1                    | Gravfält                         |              | Lid, Södermanland   |            | 58.915514, 17.025699 | 10034500260001 | Ladda upp en bild av detta fornminne      |
| Lid 27:1                    | Stensättning                     |              | Lid, Södermanland   |            | 58.919588, 17.036743 | 10034500270001 | Ladda upp en bild av detta fornminne      |
| Lid 27:2                    | Stensättning                     |              | Lid, Södermanland   |            | 58.919461, 17.036825 | 10034500270002 | Ladda upp en bild av detta fornminne      |
| Lid 28:1                    | Stensättning                     |              | Lid, Södermanland   |            | 58.918798, 17.038378 | 10034500280001 | Ladda upp en bild av detta fornminne      |
| Lid 29:1                    | Stensättning                     |              | Lid, Södermanland   |            | 58.918404, 17.040944 | 10034500290001 | Ladda upp en bild av detta fornminne      |
| Lid 29:2                    | Hög                              |              | Lid, Södermanland   |            | 58.918002, 17.041419 | 10034500290002 | Ladda upp en bild av detta fornminne      |
| Lid 30:1                    | Röse                             |              | Lid, Södermanland   |            | 58.921577, 17.023608 | 10034500300001 | Ladda upp en bild av detta fornminne      |
| Lid 30:2                    | Röse                             |              | Lid, Södermanland   |            | 58.921244, 17.023908 | 10034500300002 | Ladda upp en bild av detta fornminne      |
| Lid 31:1                    | Röse                             |              | Lid, Södermanland   |            | 58.922855, 17.029442 | 10034500310001 | Ladda upp en till bild av detta fornminne |
| Lid 32:1                    | Hög                              |              | Lid, Södermanland   |            | 58.897947, 16.952888 | 10034500320001 | Ladda upp en bild av detta fornminne      |
| Lid 33:1                    | Gravfält                         |              | Lid, Södermanland   |            | 58.898060, 16.950796 | 10034500330001 | Ladda upp en bild av detta fornminne      |
| Lid 34:1                    | Gravfält                         |              | Lid, Södermanland   |            | 58.905707, 16.967908 | 10034500340001 | Ladda upp en bild av detta fornminne      |
| Lid 35:1                    | Gravfält                         |              | Lid, Södermanland   |            | 58.918017, 17.043157 | 10034500350001 | Ladda upp en bild av detta fornminne      |
| Lid 36:1                    | Gravfält                         |              | Lid, Södermanland   |            | 58.917647, 17.032812 | 10034500360001 | Ladda upp en bild av detta fornminne      |
| Sö 133 (Lid 37:1)           | Runristning                      |              | Lid, Södermanland   | Väringe    | 58.906649, 16.969068 | 10034500370001 | Ladda upp en till bild av detta fornminne |
| Lid 38:1                    | Grav- och boplatsområde          |              | Lid, Södermanland   |            | 58.906982, 16.967702 | 10034500380001 | Ladda upp en bild av detta fornminne      |
| Lid 39:1                    | Gravfält                         |              | Lid, Södermanland   |            | 58.907293, 16.966307 | 10034500390001 | Ladda upp en bild av detta fornminne      |
| Lid 40:1                    | Gravfält                         |              | Lid, Södermanland   |            | 58.930657, 17.032328 | 10034500400001 | Ladda upp en bild av detta fornminne      |
| Lid 41:1                    | Stensättning                     |              | Lid, Södermanland   |            | 58.933301, 17.033985 | 10034500410001 | Ladda upp en bild av detta fornminne      |
| Lid 41:2                    | Stensättning                     |              | Lid, Södermanland   |            | 58.933514, 17.033279 | 10034500410002 | Ladda upp en bild av detta fornminne      |
| Lid 41:3                    | Stensättning                     |              | Lid, Södermanland   |            | 58.933105, 17.033788 | 10034500410003 | Ladda upp en bild av detta fornminne      |
| Lid 42:1                    | Gravfält                         |              | Lid, Södermanland   |            | 58.909738, 16.981398 | 10034500420001 | Ladda upp en bild av detta fornminne      |
| Lid 43:1                    | Stensättning                     |              | Lid, Södermanland   |            | 58.915435, 16.974876 | 10034500430001 | Ladda upp en bild av detta fornminne      |
| Lid 43:2                    | Stensättning                     |              | Lid, Södermanland   |            | 58.915391, 16.975037 | 10034500430002 | Ladda upp en bild av detta fornminne      |
| Lid 43:3                    | Stensättning                     |              | Lid, Södermanland   |            | 58.915349, 16.975202 | 10034500430003 | Ladda upp en bild av detta fornminne      |
| Lid 47:1                    | Stensättning                     |              | Lid, Södermanland   |            | 58.922592, 17.028859 | 10034500470001 | Ladda upp en till bild av detta fornminne |
| Lid 47:2                    | Stensättning                     |              | Lid, Södermanland   |            | 58.922644, 17.029017 | 10034500470002 | Ladda upp en till bild av detta fornminne |
| Lid 48:1                    | Röse                             |              | Lid, Södermanland   |            | 58.922654, 17.028062 | 10034500480001 | Ladda upp en till bild av detta fornminne |
| Lid 48:2                    | Stensättning                     |              | Lid, Södermanland   |            | 58.922749, 17.027632 | 10034500480002 | Ladda upp en till bild av detta fornminne |
| Lid 49:1                    | Stensättning                     |              | Lid, Södermanland   |            | 58.918341, 17.041572 | 10034500490001 | Ladda upp en bild av detta fornminne      |
| Lid 50:1                    | Stensättning                     |              | Lid, Södermanland   |            | 58.918397, 17.039561 | 10034500500001 | Ladda upp en bild av detta fornminne      |
| Lid 51:1                    | Stensättning                     |              | Lid, Södermanland   |            | 58.914361, 17.037558 | 10034500510001 | Ladda upp en bild av detta fornminne      |
| Lid 52:1                    | Stensättning                     |              | Lid, Södermanland   |            | 58.921833, 17.028481 | 10034500520001 | Ladda upp en bild av detta fornminne      |
| Lid 52:2                    | Stensättning                     |              | Lid, Södermanland   |            | 58.921817, 17.028255 | 10034500520002 | Ladda upp en bild av detta fornminne      |
| Lid 52:3                    | Röse                             |              | Lid, Södermanland   |            | 58.921751, 17.029346 | 10034500520003 | Ladda upp en bild av detta fornminne      |
| Lid 53:1                    | Stensättning                     |              | Lid, Södermanland   |            | 58.921902, 17.026209 | 10034500530001 | Ladda upp en till bild av detta fornminne |
| Lid 53:2                    | Stensättning                     |              | Lid, Södermanland   |            | 58.921864, 17.026399 | 10034500530002 | Ladda upp en till bild av detta fornminne |
| Lid 53:3                    | Stensättning                     |              | Lid, Södermanland   |            | 58.922053, 17.026389 | 10034500530003 | Ladda upp en till bild av detta fornminne |
| Lid 54:1                    | Stensättning                     |              | Lid, Södermanland   |            | 58.917770, 17.026271 | 10034500540001 | Ladda upp en bild av detta fornminne      |
| Lid 54:3                    | Stensättning                     |              | Lid, Södermanland   |            | 58.917499, 17.026416 | 10034500540003 | Ladda upp en bild av detta fornminne      |
| Lid 56:1                    | Gravfält                         |              | Lid, Södermanland   |            | 58.926532, 17.035897 | 10034500560001 | Ladda upp en bild av detta fornminne      |
| Lid 57:1                    | Stensättning                     |              | Lid, Södermanland   |            | 58.932820, 17.034649 | 10034500570001 | Ladda upp en bild av detta fornminne      |
| Lid 58:1                    | Stensättning                     |              | Lid, Södermanland   |            | 58.916712, 17.011695 | 10034500580001 | Ladda upp en bild av detta fornminne      |
| Lid 59:1                    | Stensättning                     |              | Lid, Södermanland   |            | 58.913939, 16.997502 | 10034500590001 | Ladda upp en bild av detta fornminne      |
| Lid 59:2                    | Stensättning                     |              | Lid, Södermanland   |            | 58.914017, 16.997732 | 10034500590002 | Ladda upp en bild av detta fornminne      |
| Lid 60:1                    | Stensättning                     |              | Lid, Södermanland   |            | 58.915490, 16.975400 | 10034500600001 | Ladda upp en bild av detta fornminne      |
| Lid 60:2                    | Stensättning                     |              | Lid, Södermanland   |            | 58.915450, 16.975658 | 10034500600002 | Ladda upp en bild av detta fornminne      |
| Lid 61:1                    | Stensättning                     |              | Lid, Södermanland   |            | 58.908391, 16.970894 | 10034500610001 | Ladda upp en bild av detta fornminne      |
| Lid 62:1                    | Stensättning                     |              | Lid, Södermanland   |            | 58.907530, 16.968369 | 10034500620001 | Ladda upp en bild av detta fornminne      |
| Lid 62:2                    | Grav markerad av sten/block      |              | Lid, Södermanland   |            | 58.907296, 16.968354 | 10034500620002 | Ladda upp en bild av detta fornminne      |
| Lid 62:3                    | Grav markerad av sten/block      |              | Lid, Södermanland   |            | 58.907285, 16.968447 | 10034500620003 | Ladda upp en bild av detta fornminne      |
| Lid 62:4                    | Grav markerad av sten/block      |              | Lid, Södermanland   |            | 58.907255, 16.968338 | 10034500620004 | Ladda upp en bild av detta fornminne      |
| Lid 63:1                    | Stensättning                     |              | Lid, Södermanland   |            | 58.906206, 16.964253 | 10034500630001 | Ladda upp en bild av detta fornminne      |
| Lid 64:1                    | Gravfält                         |              | Lid, Södermanland   |            | 58.905746, 16.959387 | 10034500640001 | Ladda upp en bild av detta fornminne      |
| Lid 65:1                    | Hög                              |              | Lid, Södermanland   |            | 58.906705, 16.958222 | 10034500650001 | Ladda upp en bild av detta fornminne      |
| Lid 65:2                    | Stensättning                     |              | Lid, Södermanland   |            | 58.906562, 16.958198 | 10034500650002 | Ladda upp en bild av detta fornminne      |
| Lid 66:1                    | Hög                              |              | Lid, Södermanland   |            | 58.904323, 16.955928 | 10034500660001 | Ladda upp en bild av detta fornminne      |
| Lid 67:1                    | Gravfält                         |              | Lid, Södermanland   |            | 58.903394, 16.960810 | 10034500670001 | Ladda upp en bild av detta fornminne      |
| Lid 68:1                    | Gravfält                         |              | Lid, Södermanland   |            | 58.902906, 16.962377 | 10034500680001 | Ladda upp en bild av detta fornminne      |
| Lid 69:1                    | Gravfält                         |              | Lid, Södermanland   |            | 58.901121, 16.968017 | 10034500690001 | Ladda upp en bild av detta fornminne      |
| Lid 70:1                    | Stensättning                     |              | Lid, Södermanland   |            | 58.899982, 16.970641 | 10034500700001 | Ladda upp en bild av detta fornminne      |
| Lid 70:2                    | Stensättning                     |              | Lid, Södermanland   |            | 58.900184, 16.970356 | 10034500700002 | Ladda upp en bild av detta fornminne      |
| Lid 70:3                    | Stensättning                     |              | Lid, Södermanland   |            | 58.900190, 16.971189 | 10034500700003 | Ladda upp en bild av detta fornminne      |
| Lid 72:1                    | Stensättning                     |              | Lid, Södermanland   |            | 58.895855, 16.967317 | 10034500720001 | Ladda upp en bild av detta fornminne      |
| Lid 73:1                    | Stensättning                     |              | Lid, Södermanland   |            | 58.891751, 16.963667 | 10034500730001 | Ladda upp en bild av detta fornminne      |
| Lid 74:1                    | Gravfält                         |              | Lid, Södermanland   |            | 58.903528, 16.993175 | 10034500740001 | Ladda upp en bild av detta fornminne      |
| Lid 75:1                    | Hög                              |              | Lid, Södermanland   |            | 58.900356, 16.991985 | 10034500750001 | Ladda upp en bild av detta fornminne      |
| Lid 77:1                    | Gravklot                         |              | Lid, Södermanland   |            | 58.917357, 17.022814 | 10034500770001 | Ladda upp en bild av detta fornminne      |
| Lid 78:1                    | Stensättning                     |              | Lid, Södermanland   |            | 58.918238, 17.023616 | 10034500780001 | Ladda upp en bild av detta fornminne      |
| Lid 79:1                    | Stensättning                     |              | Lid, Södermanland   |            | 58.920342, 17.042625 | 10034500790001 | Ladda upp en bild av detta fornminne      |
| Lid 81:1                    | Stensättning                     |              | Lid, Södermanland   |            | 58.920199, 17.032548 | 10034500810001 | Ladda upp en bild av detta fornminne      |
| Sörmyra (Lid 82:1)          | Lägenhetsbebyggelse              |              | Lid, Södermanland   |            | 58.892207, 16.975789 | 10034500820001 | Ladda upp en bild av detta fornminne      |
| Lid 83:1                    | Stensättning                     |              | Lid, Södermanland   |            | 58.892362, 16.979849 | 10034500830001 | Ladda upp en bild av detta fornminne      |
| Lid 84:1                    | Stensättning                     |              | Lid, Södermanland   |            | 58.898085, 16.986989 | 10034500840001 | Ladda upp en bild av detta fornminne      |
| Lid 85:1                    | Hög                              |              | Lid, Södermanland   |            | 58.893451, 16.952150 | 10034500850001 | Ladda upp en bild av detta fornminne      |
| Lid 85:2                    | Stensättning                     |              | Lid, Södermanland   |            | 58.893762, 16.951715 | 10034500850002 | Ladda upp en bild av detta fornminne      |
| Lid 87:1                    | Stensättning                     |              | Lid, Södermanland   |            | 58.890555, 16.940498 | 10034500870001 | Ladda upp en bild av detta fornminne      |
| Lid 90:1                    | Stensättning                     |              | Lid, Södermanland   |            | 58.898923, 16.946155 | 10034500900001 | Ladda upp en bild av detta fornminne      |
| Lid 90:2                    | Stensättning                     |              | Lid, Södermanland   |            | 58.898622, 16.946469 | 10034500900002 | Ladda upp en bild av detta fornminne      |
| Lid 90:3                    | Stensättning                     |              | Lid, Södermanland   |            | 58.898819, 16.945230 | 10034500900003 | Ladda upp en bild av detta fornminne      |
| Lid 91:1                    | Stensättning                     |              | Lid, Södermanland   |            | 58.899851, 16.944880 | 10034500910001 | Ladda upp en bild av detta fornminne      |
| Lid 94:1                    | Stensättning                     |              | Lid, Södermanland   |            | 58.902719, 16.951298 | 10034500940001 | Ladda upp en bild av detta fornminne      |
| Lid 96:1                    | Stensättning                     |              | Lid, Södermanland   |            | 58.906032, 16.971359 | 10034500960001 | Ladda upp en bild av detta fornminne      |
| Lid 96:2                    | Stensättning                     |              | Lid, Södermanland   |            | 58.906126, 16.971069 | 10034500960002 | Ladda upp en bild av detta fornminne      |
| Lid 96:3                    | Stensättning                     |              | Lid, Södermanland   |            | 58.906291, 16.970783 | 10034500960003 | Ladda upp en bild av detta fornminne      |
| Lid 101:1                   | Hög                              |              | Lid, Södermanland   |            | 58.909436, 16.982409 | 10034501010001 | Ladda upp en bild av detta fornminne      |
| Lid 101:2                   | Stensättning                     |              | Lid, Södermanland   |            | 58.909486, 16.982655 | 10034501010002 | Ladda upp en bild av detta fornminne      |
| Lid 101:3                   | Hög                              |              | Lid, Södermanland   |            | 58.909369, 16.982666 | 10034501010003 | Ladda upp en bild av detta fornminne      |
| Lid 103:1                   | Stensättning                     |              | Lid, Södermanland   |            | 58.900802, 16.993397 | 10034501030001 | Ladda upp en bild av detta fornminne      |
| Lid 103:2                   | Stensättning                     |              | Lid, Södermanland   |            | 58.900832, 16.993208 | 10034501030002 | Ladda upp en bild av detta fornminne      |
| Lid 104:1                   | Hög                              |              | Lid, Södermanland   |            | 58.916323, 17.004574 | 10034501040001 | Ladda upp en bild av detta fornminne      |
| Lid 104:2                   | Hög                              |              | Lid, Södermanland   |            | 58.916448, 17.004615 | 10034501040002 | Ladda upp en bild av detta fornminne      |
| Lid 104:3                   | Stensättning                     |              | Lid, Södermanland   |            | 58.916374, 17.004785 | 10034501040003 | Ladda upp en bild av detta fornminne      |
| Lid 104:4                   | Hög                              |              | Lid, Södermanland   |            | 58.916248, 17.004778 | 10034501040004 | Ladda upp en bild av detta fornminne      |
| Lid 105:1                   | Hög                              |              | Lid, Södermanland   |            | 58.916171, 17.007586 | 10034501050001 | Ladda upp en bild av detta fornminne      |
| Lid 105:2                   | Stensättning                     |              | Lid, Södermanland   |            | 58.916333, 17.007595 | 10034501050002 | Ladda upp en bild av detta fornminne      |
| Lid 108:1                   | Stensättning                     |              | Lid, Södermanland   |            | 58.914211, 16.960637 | 10034501080001 | Ladda upp en bild av detta fornminne      |
| Lid 117:1                   | Stensättning                     |              | Lid, Södermanland   |            | 58.892754, 16.953189 | 10034501170001 | Ladda upp en bild av detta fornminne      |
| Lid 118:1                   | Stensättning                     |              | Lid, Södermanland   |            | 58.890180, 16.944746 | 10034501180001 | Ladda upp en bild av detta fornminne      |
| Lid 119:1                   | Stensättning                     |              | Lid, Södermanland   |            | 58.891802, 16.965699 | 10034501190001 | Ladda upp en bild av detta fornminne      |
| Lid 120:1                   | Stensättning                     |              | Lid, Södermanland   |            | 58.891934, 16.982723 | 10034501200001 | Ladda upp en bild av detta fornminne      |
| Lid 130:1                   | Stensättning                     |              | Lid, Södermanland   |            | 58.918315, 16.986764 | 10034501300001 | Ladda upp en bild av detta fornminne      |
| Lid 132:1                   | Stensättning                     |              | Lid, Södermanland   |            | 58.899343, 16.945604 | 10034501320001 | Ladda upp en bild av detta fornminne      |
| Lid 133:1                   | Stensättning                     |              | Lid, Södermanland   |            | 58.899949, 16.948464 | 10034501330001 | Ladda upp en bild av detta fornminne      |
| Lid 133:2                   | Stensättning                     |              | Lid, Södermanland   |            | 58.899937, 16.948082 | 10034501330002 | Ladda upp en bild av detta fornminne      |
| Lid 133:3                   | Stensättning                     |              | Lid, Södermanland   |            | 58.899624, 16.947996 | 10034501330003 | Ladda upp en bild av detta fornminne      |
| Lid 134:1                   | Gravklot                         |              | Lid, Södermanland   |            | 58.909429, 16.981709 | 10034501340001 | Ladda upp en bild av detta fornminne      |
| Lid 135:1                   | Gravfält                         |              | Lid, Södermanland   |            | 58.891839, 16.958339 | 10034501350001 | Ladda upp en bild av detta fornminne      |
| Lid 137:1                   | Gravfält                         |              | Lid, Södermanland   |            | 58.892490, 16.950274 | 10034501370001 | Ladda upp en bild av detta fornminne      |
| Lid 138:1                   | Stensättning                     |              | Lid, Södermanland   |            | 58.905314, 16.948726 | 10034501380001 | Ladda upp en bild av detta fornminne      |
| Lid 145:1                   | Stensättning                     |              | Lid, Södermanland   |            | 58.935402, 17.030816 | 10034501450001 | Ladda upp en bild av detta fornminne      |
| Lid 145:2                   | Stensättning                     |              | Lid, Södermanland   |            | 58.935337, 17.031075 | 10034501450002 | Ladda upp en bild av detta fornminne      |
| Lid 149:1                   | Stensättning                     |              | Lid, Södermanland   |            | 58.932887, 17.027424 | 10034501490001 | Ladda upp en bild av detta fornminne      |
| Lid 151:1                   | Hällristning                     |              | Lid, Södermanland   |            | 58.918659, 17.020438 | 10034501510001 | Ladda upp en bild av detta fornminne      |
| Lid 152:1                   | Hällristning                     |              | Lid, Södermanland   |            | 58.917447, 17.021188 | 10034501520001 | Ladda upp en bild av detta fornminne      |
| Lid 153:1                   | Hällristning                     |              | Lid, Södermanland   |            | 58.917521, 17.018353 | 10034501530001 | Ladda upp en bild av detta fornminne      |
| Lid 154:1                   | Hällristning                     |              | Lid, Södermanland   |            | 58.917720, 17.017387 | 10034501540001 | Ladda upp en bild av detta fornminne      |
| Lid 155:1                   | Hällristning                     |              | Lid, Södermanland   |            | 58.918078, 17.016799 | 10034501550001 | Ladda upp en bild av detta fornminne      |
| Lid 155:2                   | Hällristning                     |              | Lid, Södermanland   |            | 58.918074, 17.016881 | 10034501550002 | Ladda upp en bild av detta fornminne      |
| Lid 156:1                   | Hällristning                     |              | Lid, Södermanland   |            | 58.918204, 17.014657 | 10034501560001 | Ladda upp en bild av detta fornminne      |
| Lid 156:2                   | Hällristning                     |              | Lid, Södermanland   |            | 58.918096, 17.014651 | 10034501560002 | Ladda upp en bild av detta fornminne      |
| Lid 157:1                   | Hällristning                     |              | Lid, Södermanland   |            | 58.917278, 17.016236 | 10034501570001 | Ladda upp en bild av detta fornminne      |
| Lid 158:1                   | Hällristning                     |              | Lid, Södermanland   |            | 58.915234, 17.011493 | 10034501580001 | Ladda upp en bild av detta fornminne      |
| Lid 159:1                   | Hällristning                     |              | Lid, Södermanland   |            | 58.913057, 17.011150 | 10034501590001 | Ladda upp en bild av detta fornminne      |
| Lid 159:2                   | Hällristning                     |              | Lid, Södermanland   |            | 58.913096, 17.011143 | 10034501590002 | Ladda upp en bild av detta fornminne      |
| Lid 159:3                   | Hällristning                     |              | Lid, Södermanland   |            | 58.913126, 17.011362 | 10034501590003 | Ladda upp en bild av detta fornminne      |
| Lid 160:1                   | Hällristning                     |              | Lid, Södermanland   |            | 58.915193, 17.009981 | 10034501600001 | Ladda upp en bild av detta fornminne      |
| Lid 161:1                   | Hällristning                     |              | Lid, Södermanland   |            | 58.918385, 17.026695 | 10034501610001 | Ladda upp en bild av detta fornminne      |
| Lid 162:1                   | Hällristning                     |              | Lid, Södermanland   |            | 58.916987, 17.024764 | 10034501620001 | Ladda upp en bild av detta fornminne      |
| Lid 163:1                   | Hällristning                     |              | Lid, Södermanland   |            | 58.917855, 17.035875 | 10034501630001 | Ladda upp en bild av detta fornminne      |
| Lid 164:1                   | Hällristning                     |              | Lid, Södermanland   |            | 58.916909, 17.040351 | 10034501640001 | Ladda upp en bild av detta fornminne      |
| Lid 165:1                   | Hällristning                     |              | Lid, Södermanland   |            | 58.916474, 17.044813 | 10034501650001 | Ladda upp en bild av detta fornminne      |
| Lid 166:1                   | Hällristning                     |              | Lid, Södermanland   |            | 58.916045, 17.045438 | 10034501660001 | Ladda upp en bild av detta fornminne      |
| Lid 167:1                   | Hällristning                     |              | Lid, Södermanland   |            | 58.911113, 17.002957 | 10034501670001 | Ladda upp en bild av detta fornminne      |
| Lid 168:1                   | Hällristning                     |              | Lid, Södermanland   |            | 58.911049, 16.998111 | 10034501680001 | Ladda upp en bild av detta fornminne      |
| Lid 168:2                   | Hällristning                     |              | Lid, Södermanland   |            | 58.911027, 16.998370 | 10034501680002 | Ladda upp en bild av detta fornminne      |
| Lid 169:1                   | Hällristning                     |              | Lid, Södermanland   |            | 58.905998, 16.961222 | 10034501690001 | Ladda upp en bild av detta fornminne      |
| Lid 169:2                   | Hällristning                     |              | Lid, Södermanland   |            | 58.906075, 16.961435 | 10034501690002 | Ladda upp en bild av detta fornminne      |
| Lid 170:1                   | Hällristning                     |              | Lid, Södermanland   |            | 58.905620, 16.963129 | 10034501700001 | Ladda upp en bild av detta fornminne      |
| Lid 170:2                   | Hällristning                     |              | Lid, Södermanland   |            | 58.905674, 16.963211 | 10034501700002 | Ladda upp en bild av detta fornminne      |
| Lid 170:3                   | Hällristning                     |              | Lid, Södermanland   |            | 58.905575, 16.963146 | 10034501700003 | Ladda upp en bild av detta fornminne      |
| Lid 171:1                   | Hällristning                     |              | Lid, Södermanland   |            | 58.907154, 16.962602 | 10034501710001 | Ladda upp en bild av detta fornminne      |
| Lid 172:1                   | Hällristning                     |              | Lid, Södermanland   |            | 58.905167, 16.958402 | 10034501720001 | Ladda upp en bild av detta fornminne      |
| Lid 172:2                   | Hällristning                     |              | Lid, Södermanland   |            | 58.905051, 16.958379 | 10034501720002 | Ladda upp en bild av detta fornminne      |
| Lid 173:1                   | Hällristning                     |              | Lid, Södermanland   |            | 58.905413, 16.957530 | 10034501730001 | Ladda upp en bild av detta fornminne      |
| Lid 174:1                   | Hällristning                     |              | Lid, Södermanland   |            | 58.904550, 16.956357 | 10034501740001 | Ladda upp en bild av detta fornminne      |
| Lid 175:1                   | Hällristning                     |              | Lid, Södermanland   |            | 58.906370, 16.965303 | 10034501750001 | Ladda upp en bild av detta fornminne      |
| Lid 175:2                   | Hällristning                     |              | Lid, Södermanland   |            | 58.906416, 16.965209 | 10034501750002 | Ladda upp en bild av detta fornminne      |
| Lid 175:3                   | Hällristning                     |              | Lid, Södermanland   |            | 58.906480, 16.965120 | 10034501750003 | Ladda upp en bild av detta fornminne      |
| Lid 175:4                   | Hällristning                     |              | Lid, Södermanland   |            | 58.906499, 16.965070 | 10034501750004 | Ladda upp en bild av detta fornminne      |
| Lid 176:1                   | Hällristning                     |              | Lid, Södermanland   |            | 58.906062, 16.966744 | 10034501760001 | Ladda upp en bild av detta fornminne      |
| Lid 177:1                   | Hällristning                     |              | Lid, Södermanland   |            | 58.906611, 16.975992 | 10034501770001 | Ladda upp en bild av detta fornminne      |
| Lid 179:1                   | Hällristning                     |              | Lid, Södermanland   |            | 58.905497, 16.964823 | 10034501790001 | Ladda upp en bild av detta fornminne      |
| Lid 179:2                   | Hällristning                     |              | Lid, Södermanland   |            | 58.905461, 16.964830 | 10034501790002 | Ladda upp en bild av detta fornminne      |
| Lid 181:1                   | Röse                             |              | Lid, Södermanland   |            | 58.926114, 17.039522 | 10034501810001 | Ladda upp en bild av detta fornminne      |
| Lid 181:2                   | Stensättning                     |              | Lid, Södermanland   |            | 58.925899, 17.039971 | 10034501810002 | Ladda upp en bild av detta fornminne      |
| Lid 183:1                   | Stensättning                     |              | Lid, Södermanland   |            | 58.918939, 17.011103 | 10034501830001 | Ladda upp en bild av detta fornminne      |
| Lid 183:2                   | Stensättning                     |              | Lid, Södermanland   |            | 58.918711, 17.011299 | 10034501830002 | Ladda upp en bild av detta fornminne      |
| Lid 185:1                   | Stensättning                     |              | Lid, Södermanland   |            | 58.920582, 17.040325 | 10034501850001 | Ladda upp en bild av detta fornminne      |
| Lid 186:1                   | Stensättning                     |              | Lid, Södermanland   |            | 58.920195, 17.021176 | 10034501860001 | Ladda upp en bild av detta fornminne      |
| Lid 187:1                   | Stensättning                     |              | Lid, Södermanland   |            | 58.920626, 17.022742 | 10034501870001 | Ladda upp en bild av detta fornminne      |
| Lid 189:1                   | Stensättning                     |              | Lid, Södermanland   |            | 58.933633, 17.026316 | 10034501890001 | Ladda upp en bild av detta fornminne      |
| Lid 197:2                   | Husgrund, förhistorisk/medeltida |              | Lid, Södermanland   |            | 58.918918, 17.028275 | 10034501970002 | Ladda upp en bild av detta fornminne      |
| Lid 202:1                   | Grav- och boplatsområde          |              | Lid, Södermanland   |            | 58.918544, 17.018477 | 10034502020001 | Ladda upp en bild av detta fornminne      |
| Lid 203:1                   | Hällristning                     |              | Lid, Södermanland   |            | 58.918241, 17.018826 | 10034502030001 | Ladda upp en bild av detta fornminne      |
| Lid 204:1                   | Husgrund, förhistorisk/medeltida |              | Lid, Södermanland   |            | 58.918138, 17.017598 | 10034502040001 | Ladda upp en bild av detta fornminne      |
| Lid 205:1                   | Stensättning                     |              | Lid, Södermanland   |            | 58.918566, 17.015666 | 10034502050001 | Ladda upp en bild av detta fornminne      |
| Lid 206:1                   | Hög                              |              | Lid, Södermanland   |            | 58.905049, 16.952843 | 10034502060001 | Ladda upp en bild av detta fornminne      |
| Lid 206:2                   | Stensättning                     |              | Lid, Södermanland   |            | 58.904949, 16.952942 | 10034502060002 | Ladda upp en bild av detta fornminne      |
| Lid 207:1                   | Gravfält                         |              | Lid, Södermanland   |            | 58.901137, 16.951341 | 10034502070001 | Ladda upp en bild av detta fornminne      |
| Lid 208:1                   | Stensättning                     |              | Lid, Södermanland   |            | 58.905714, 16.951559 | 10034502080001 | Ladda upp en bild av detta fornminne      |
| Lid 208:2                   | Stensättning                     |              | Lid, Södermanland   |            | 58.905915, 16.951326 | 10034502080002 | Ladda upp en bild av detta fornminne      |
| Lid 209:1                   | Stensättning                     |              | Lid, Södermanland   |            | 58.916019, 16.988465 | 10034502090001 | Ladda upp en bild av detta fornminne      |
| Lid 211:1                   | Stensättning                     |              | Lid, Södermanland   |            | 58.926911, 17.037279 | 10034502110001 | Ladda upp en bild av detta fornminne      |
| Lid 212:1                   | Gravfält                         |              | Lid, Södermanland   |            | 58.929765, 17.038672 | 10034502120001 | Ladda upp en bild av detta fornminne      |
| Lid 213:1                   | Gravfält                         |              | Lid, Södermanland   |            | 58.930249, 17.038776 | 10034502130001 | Ladda upp en bild av detta fornminne      |
| Lid 214:1                   | Gravfält                         |              | Lid, Södermanland   |            | 58.900046, 16.992898 | 10034502140001 | Ladda upp en bild av detta fornminne      |
| Lid 215                     | Hällristning                     |              | Lid, Södermanland   |            | 58.918067, 17.018713 | 12000000085018 | Ladda upp en bild av detta fornminne      |
| Lid 216                     | Hällristning                     |              | Lid, Södermanland   |            | 58.917569, 17.018351 | 12000000085020 | Ladda upp en bild av detta fornminne      |
| Lid 217                     | Hällristning                     |              | Lid, Södermanland   |            | 58.917820, 17.017500 | 12000000085022 | Ladda upp en bild av detta fornminne      |
| Lid 218                     | Hällristning                     |              | Lid, Södermanland   |            | 58.918612, 17.017071 | 12000000085024 | Ladda upp en bild av detta fornminne      |
| Lid 219                     | Hällristning                     |              | Lid, Södermanland   |            | 58.917667, 17.017581 | 12000000085026 | Ladda upp en bild av detta fornminne      |
| Lid 220                     | Hällristning                     |              | Lid, Södermanland   |            | 58.917516, 17.017747 | 12000000085028 | Ladda upp en bild av detta fornminne      |
| Lid 221                     | Hällristning                     |              | Lid, Södermanland   |            | 58.918423, 17.017353 | 12000000085030 | Ladda upp en bild av detta fornminne      |
| Lid 222                     | Hällristning                     |              | Lid, Södermanland   |            | 58.918412, 17.018014 | 12000000085032 | Ladda upp en bild av detta fornminne      |
| Lid 224                     | Hällristning                     |              | Lid, Södermanland   |            | 58.918073, 17.018818 | 12000000085036 | Ladda upp en bild av detta fornminne      |
| Lid 225                     | Hällristning                     |              | Lid, Södermanland   |            | 58.918671, 17.015590 | 12000000085039 | Ladda upp en bild av detta fornminne      |
| Lid 226                     | Hällristning                     |              | Lid, Södermanland   |            | 58.917699, 17.018524 | 12000000085041 | Ladda upp en bild av detta fornminne      |
| Lid 227                     | Hällristning                     |              | Lid, Södermanland   |            | 58.918344, 17.018544 | 12000000085043 | Ladda upp en bild av detta fornminne      |
| Lid 228                     | Hällristning                     |              | Lid, Södermanland   |            | 58.918286, 17.017506 | 12000000085045 | Ladda upp en bild av detta fornminne      |
| Lid 229                     | Husgrund, förhistorisk/medeltida |              | Lid, Södermanland   |            | 58.917823, 17.017378 | 12000000085050 | Ladda upp en bild av detta fornminne      |
| Lid 230                     | Hällristning                     |              | Lid, Södermanland   |            | 58.918270, 17.017359 | 12000000085051 | Ladda upp en bild av detta fornminne      |
| Lid 231                     | Stensättning                     |              | Lid, Södermanland   |            | 58.918322, 17.015850 | 12000000085055 | Ladda upp en bild av detta fornminne      |
| Lid 232                     | Hällristning                     |              | Lid, Södermanland   |            | 58.918321, 17.016208 | 12000000085056 | Ladda upp en bild av detta fornminne      |
| Lid 233                     | Hällristning                     |              | Lid, Södermanland   |            | 58.918163, 17.016462 | 12000000085058 | Ladda upp en bild av detta fornminne      |
| Lid 234                     | Hällristning                     |              | Lid, Södermanland   |            | 58.918124, 17.018673 | 12000000085060 | Ladda upp en bild av detta fornminne      |
| Lid 235                     | Hällristning                     |              | Lid, Södermanland   |            | 58.918072, 17.016640 | 12000000085062 | Ladda upp en bild av detta fornminne      |
| Lid 236                     | Hällristning                     |              | Lid, Södermanland   |            | 58.918053, 17.019306 | 12000000085064 | Ladda upp en bild av detta fornminne      |
| Lid 237                     | Hällristning                     |              | Lid, Södermanland   |            | 58.918413, 17.018635 | 12000000085073 | Ladda upp en bild av detta fornminne      |
| Lid 238                     | Hällristning                     |              | Lid, Södermanland   |            | 58.918253, 17.019146 | 12000000085075 | Ladda upp en bild av detta fornminne      |
| Lid 239                     | Hällristning                     |              | Lid, Södermanland   |            | 58.916475, 17.019872 | 12000000085077 | Ladda upp en bild av detta fornminne      |
| Lid 240                     | Hällristning                     |              | Lid, Södermanland   |            | 58.918520, 17.017545 | 12000000085079 | Ladda upp en bild av detta fornminne      |
| Lid 241                     | Hällristning                     |              | Lid, Södermanland   |            | 58.916730, 17.016072 | 12000000085081 | Ladda upp en bild av detta fornminne      |
| Lid 242                     | Hällristning                     |              | Lid, Södermanland   |            | 58.918557, 17.017969 | 12000000085083 | Ladda upp en bild av detta fornminne      |
| Lid 243                     | Hällristning                     |              | Lid, Södermanland   |            | 58.918526, 17.019179 | 12000000085085 | Ladda upp en bild av detta fornminne      |
| Lid 244                     | Hällristning                     |              | Lid, Södermanland   |            | 58.918515, 17.019292 | 12000000085087 | Ladda upp en bild av detta fornminne      |
| Lid 245                     | Hällristning                     |              | Lid, Södermanland   |            | 58.917726, 17.019160 | 12000000085089 | Ladda upp en bild av detta fornminne      |
| Lid 246                     | Hällristning                     |              | Lid, Södermanland   |            | 58.918857, 17.020060 | 12000000085091 | Ladda upp en bild av detta fornminne      |
| Lid 247                     | Hällristning                     |              | Lid, Södermanland   |            | 58.917983, 17.020091 | 12000000085093 | Ladda upp en bild av detta fornminne      |
| Lid 248                     | Hällristning                     |              | Lid, Södermanland   |            | 58.918428, 17.018900 | 12000000085095 | Ladda upp en bild av detta fornminne      |
| Lid 249                     | Hällristning                     |              | Lid, Södermanland   |            | 58.918045, 17.020366 | 12000000085097 | Ladda upp en bild av detta fornminne      |
| Lid 250                     | Hällristning                     |              | Lid, Södermanland   |            | 58.918400, 17.018901 | 12000000085099 | Ladda upp en bild av detta fornminne      |
| Lid 251                     | Hällristning                     |              | Lid, Södermanland   |            | 58.918315, 17.019030 | 12000000085101 | Ladda upp en bild av detta fornminne      |
| Lid 252                     | Hällristning                     |              | Lid, Södermanland   |            | 58.918253, 17.020013 | 12000000085103 | Ladda upp en bild av detta fornminne      |
| Lid 253                     | Hällristning                     |              | Lid, Södermanland   |            | 58.918096, 17.020010 | 12000000085105 | Ladda upp en bild av detta fornminne      |
| Lid 254                     | Hällristning                     |              | Lid, Södermanland   |            | 58.918321, 17.019442 | 12000000085107 | Ladda upp en bild av detta fornminne      |
| Lid 255                     | Hällristning                     |              | Lid, Södermanland   |            | 58.918926, 17.019598 | 12000000085109 | Ladda upp en bild av detta fornminne      |
| Lid 256                     | Hällristning                     |              | Lid, Södermanland   |            | 58.917643, 17.019556 | 12000000085111 | Ladda upp en bild av detta fornminne      |
| Runtuna 116:1               | Stensättning                     |              | Lid, Södermanland   |            | 58.885937, 17.000573 | 10036101160001 | Ladda upp en bild av detta fornminne      |